# 普拉塔桑尼塔
普拉塔桑尼塔（義大利語：Prata Sannita），是意大利卡塞塔省的一个市镇。总面积21平方公里，人口1613人，人口密度76.8人/平方公里（2009年）。ISTAT代码为061063。